# 道の駅奥大山
道の駅奥大山（みちのえき おくだいせん）は、鳥取県日野郡江府町にある国道181号の道の駅である。

## 歴史
- 2015年（平成27年）
  - 4月15日 - 道の駅第43回登録において、「道の駅奥大山」として登録される。
  - 4月24日 - 開駅。

## 施設
- 駐車場[1]
  - 普通車:36台
  - 大型車:6台
  - 身障者用:1台
- トイレ[1]
  - 男性用（小）:5器
  - 男性用（大）:6器
  - 女性用:6器
  - 身障者用:1器
- 物産館「奥大山マルシェ」（8:00 - 20:00）[1]
- 直売所「みちくさ館」（9:00 - 17:00）[1]
- レストラン（8:00 - 19:00）[1]
- 公衆電話
- 情報コーナー

## アクセス
- 国道181号（国道183号・国道482号重用区間） - 登録路線
- E73 米子自動車道 4 江府IC

## 江府インターバス停
道の駅前にバス停留所が設けられている。
バス事業者は江府インター（こうふインター）という呼称を使用している。

### 停車する路線

#### 高速バス
| のりば   | 愛称       | 会社名                                        | 行先                                         | 備考     |
| -------- | ---------- | --------------------------------------------- | -------------------------------------------- | -------- |
| 道の駅側 | キャメル号 | 日本交通 (鳥取県)・日ノ丸自動車・京浜急行バス | 東京（渋谷マークシティ・品川バスターミナル） | 夜行便   |
| 反対側   | 降車専用   | 降車専用                                      | 降車専用                                     | 降車専用 |

なお、「山陰特急バス」（大阪・神戸 - 米子）は上記のバス停ではなく、江府インターチェンジ料金所外・国道181号沿いの交差点そばにある江府インターバス停に停車する。

#### 路線バス
2020年4月1日より路線番号を導入した。

#### 乗り入れるバス会社
- 日ノ丸自動車（日ノ丸バス）
- 江府町営バス

| のりば   | 路線番号 | 会社名       | 行先・方面など                                                 | 備考         |
| -------- | -------- | ------------ | -------------------------------------------------------------- | ------------ |
| 道の駅側 | 62       | 日ノ丸バス   | （江尾経由）日野病院                                           |              |
| 道の駅側 | 62       | 日ノ丸バス   | （江尾駅経由）日野病院                                         | 平日のみ運行 |
| 道の駅側 |          | 江府町営バス | 江尾駅                                                         |              |
| 反対側   | 62       | 日ノ丸バス   | （谷川・溝口駅前・伯耆町役場前・安養寺橋・髙島屋前経由）米子駅 |              |
| 反対側   |          | 江府町営バス | 柿原上                                                         |              |

## 周辺
- 日野川